# Галад град
Галад град у близини Кикинде, на територији општине Нови Бечеј је остатак бедема и шанаца земљаног утврђења (градишта) које је у IX. веку против надирућих Мађара подигао бугарски војвода Глад. Локација је регистрована и као археолошко налазиште, иако је врло мало територије систематски истражено. Комплекс на коме се могу видети трагови остатака лежи на подручју већем од 40 km² и није ничим заштићено, већим делом је под ораницама, чак укључује једну дивљу депонију и — пошто се налази на пешчаној подлози — неколико илегалних копова песка. Забележено је да орање редовно избацује остатке људских костију.

## Опис локације
Традиционално се читав крај са леве и са десне стране Кикиндског канала, југозападно од Кикинде назива "Галад". Ту се, на међусобној удаљености од око 5 km налазе остаци узврђења и два копана шанца, сваки дужине од око километар.
Пошто се некадашња утврда данас више јасно не види на површини, топографске мапе направљене након 2. светског рата или је уопште не приказују, или је погрешно лоцирају. На пример топо мапе Србије такође обележавају читаво подручје као "Галад" без назначеног места утврђења. И мапа војног премера Аустријског царства из 19. века приказује слично стање. Види се да цело подручје мапа назива Галадовом земљом – "na Galath". Видимо да је утврда грађена на стратешком месту, у заштити старог крака Moriša, реке Галацке, данас уређене Кикиндским каналом. Само утврђење се налазило на десној обали Галацке, на рудини Градиште, а постојала је и Гладилова хумка у атару Новог Милошева, која је уништена приликом градње пута. По релативно нижој висини у односу на околњи део Баната (78-79 m – Кикинда је на 80-81 m), може се претпоставити да су око палисадних зидина били и ровови са водом, или да је чак цело утврђење било окружено водом, пружајући одличну заштиту градишту.
Да је у времену подизања утврђења ово било забарено подручје, види се и из сачуваних топонима "Велики рит" и "Дубока бара". Ове баре су данас мелиорациојом исушене а њихова вода одведена у каналску мрежу ДТД.

## Историјска позадина
Војвода Глад је као бугарски вазал владао на подручју Баната, од реке Мориш на северу до града Оршава (некадашњег утврђења) на југу.
Према неким изворима сам Глад је био хазарско-аварског порекла, као и делови кумана и бугара. Владао је над власима, бугарима, словенима и куманима од којих се састојала и Гладова многобројна војска коњаника и пешака. Након дуге и на широком фронту вођене борбе (од Баната све до Дунава и на северу до граница Трансилваније) војвода је коначно поражен на линији реке Тамиш ниже Уздина. Друга одлучујућа битка вођена је у околини града Жадањ (мађ. Zsadány) на данашњој граници Мађарке и Румуније.
Мађари су му поклонили вазалство, и наставио је да влада подручјем до своје смрти.
Данас је место пусто, али је раније овде постојало истоимено насеље, које се помиње у историјским списима још 1332. године.

## Порекло имена и енигме
Галад је мађарска форма имена војводе Глада. У Панонској низији, уз Дунав, Тису и Мориш постоје имена насеља пореклом на Глада (на пример Гладна и Галад у Банату).
Галадов "град" је име добио по у нашем народу традиционалном називу за земљану утврду "градиште". Од самог утврђења као и од средњовековног насеља остало је само име, које се види исписано на табли поред саобраћајнице Башаид-Кикинда.
На старијим а такође и на неким новијим топографским картама недалеко Галад града убележен је и топоним "Тамаш хумка" (у мађарској варијанти: "Tamáshalom" а у српској "Гладилова хумка"). Додуше, на лицу места се не може лоцирати хумка, само незнатно узвишење, али пошто преко њега пролази канал хидросистема ДТД, као и асфалтни пут Милошево-Башаид, хумка је вероватно уништена земљаним радовима.
Ко је могао бити извесни Тамаш по коме је названа локација? Постоје два могућа решења ове тајне коју крије вео историје, једно реалистичније и једно спекулативно. Тамаш је мађарска варијанта имена Тома, да ли можда решење имена хумке лежи у значењу имена? Име потиче од грчке речи арамеус, а значи близанац, диван. Опште је позната такође повезаност овог имена са библијском личношћу апостола "Неверног Томе". Према томе, могуће је да је део шанца погрдно назван од стране мађара "неверни" а вероватно у односу на покореног Глада. Друго објашњење лежи у алтернативном називу локације "Томашфал" (мађ. Tamás-fal) у преводу речи "Томашеве зидине" што би значило да се ради о делу Галадовог бедема у облику издигнуте хумке. На ово указује и сруги назив хумке "Гладилова" то јест Галадова.
Да ли је извесни "Тамаш" био мађарски племеснки поглавар који се на овом месту сукобио са Галадовом војском? На ова и слична отворена питања може да да одговор само неко будуће истраживање, како археолошко, тако и у историјским архивима.

## Галерија
- Панорама издалека
- Место остатака шанаца Галад града
- Остаци ровова шанца или археолошких радова
- Илегални коп песка, који природа полако враћа у претходно стање
- Југозападни шанци зарасли у шуму
- Мапа из 19. века која приказује земљу Галада